# Turbonilla rinella
Turbonilla rinella är en snäckart som beskrevs av Dall och Bartsch 1910. Turbonilla rinella ingår i släktet Turbonilla och familjen Pyramidellidae. Inga underarter finns listade i Catalogue of Life.